# Laurent Grzybowski
Pour les articles homonymes, voir Grzybowski.
Laurent Grzybowski, né le 4 février 1961 à Paris, est un journaliste français, spécialiste des questions sociales et religieuses, auteur et conférencier. Il est aussi chanteur-compositeur.

## Biographie
Laurent Grzybowski étudie la philosophie à l'université Panthéon-Sorbonne, dont il obtient une licence en 1982. Il refuse ensuite de faire son service militaire, et effectue un service civil comme objecteur de conscience pendant deux ans dans un foyer d'accueil pour mères célibataires en difficulté dans le 19e arrondissement de Paris. En 1987, il est diplômé d'un DESS de journalisme à l'Institut français de presse (IFP).
Il travaille d'abord pour le quotidien La Croix, aux services Société puis Religions, avant d'intégrer en 1990, le groupe Malesherbes Publications comme rédacteur de la revue Prier, puis responsable des informations internationales pour le mensuel Le Monde des religions. De 1987 à 2020, il collabore également avec France 2 pour l'émission Le Jour du Seigneur. De 1999 à 2021, il est membre de la rédaction de l'hebdomadaire La Vie, successivement aux services Religions, Société, Éducation et Informations sociales,. Dans ce cadre, le 15 février 2001, il publie une enquête, « Des gourous dans les couvents », qui dénonce, pour la première fois dans la presse catholique, les dérives sectaires dans plusieurs communautés religieuses catholiques, notamment dans la communauté Saint-Jean,. De 2013 à 2020, il participe à l'émission Carnets de campagne sur France Inter,. Depuis 2022, il fait partie de l'équipe de rédaction de l'hebdomadaire Témoignage chrétien.
Il a effectue de nombreux reportages à l’étranger, et couvre en particulier la fin de la guerre du Liban en 1990, la première intifada palestinienne en 1991 et le génocide des Tutsis au Rwanda en 1994. Il retourne au Rwanda dix ans plus tard pour un autre reportage, ce qui lui vaudra d’être arrêté par le pouvoir politique et de faire un séjour en prison. Chargé des questions religieuses, il couvre une dizaine de voyages pontificaux avec Jean-Paul II, et effectue de nombreux reportages en Afrique (Côte d'Ivoire, Cameroun, Tanzanie, Rwanda, Burundi, Tchad...), au Moyen-Orient (Syrie, Liban, Israël, Égypte, Libye, Irak) et en Haïti, lors du séisme de 2010.
De 2004 à 2018, il est professeur à l'Institut français de presse (université Paris-Panthéon-Assas). Il assure des formations pour des futurs journalistes ou des étudiants en master « Information et communication ». Membre de l’association professionnelle « Entre les lignes », il intervient de manière bénévole dans des établissements scolaires dans le cadre de l’éducation aux médias et à l'information (EMI),,.
En 1990, il fonde avec Philippe Warnier, Guy Aurenche, René Rémond, Jean Delumeau, Bernard Perret, et quelques autres intellectuels catholiques le groupe « Paroles ». Le but est « d'élaborer et de diffuser des prises de position publiques, sur des questions de société et d’actualité, qui soient des paroles d’Église »,,. En 2001, ils publient Une Église pour le XXIe siècle aux éditions Bayard et Desclée de Brouwer. En 2019, Laurent Grzybowski publie Une autre Église est possible, témoignant de sa sensibilité catholique libéral, social et réformiste, dans la continuité du concile œcuménique de Vatican II,. Conférencier, il intervient régulièrement sur des sujets de société, comme la laïcité ou les droits de l'homme, ou sur des questions religieuses, liturgiques ou pastorales.
Laurent Grzybowski est également fondateur d'un groupe de dialogue interreligieux dans le 15e arrondissement de Paris, Agir pour la fraternité, et est cofondateur de la Coordination interconvictionnelle du Grand Paris (CINPA), dont il est aujourd'hui président,,,. Il a suivi à ce titre en 2021-2022 le parcours Émouna, programme de formation à la connaissance et à la gestion des faits religieux et de la laïcité, délivré par Sciences Po Paris .
Il est par ailleurs auteur-compositeur-interprète de musique chrétienne actuelle, à la fois chanteur et guitariste — auteur d'une quinzaine d'albums,,.

## Ouvrages
- Laurent Grzybowski, Là où est ton trésor : 30 entretiens sur la prière, Desclée de Brouwer, 1999, 251 p. (ISBN 978-2220043883)
- Groupe Paroles, Une Église pour le XXIe siècle : Livre blanc, Bayard-DDB, 2001, 225 p. (ISBN 2-227-47022-4).
- Anne Guillard et Laurent Grzybowski, Une autre Église est possible ! : 20 propositions pour sortir de la crise catholique, Paris, Temps présents, 2019, 152 p. (EAN 9782916842646).
- Antoine Guggenheim et Gustave Braastad, Béatrix Dagras, Laurent Grzybowski, Yann Maubras, Bruno Parnaudeau, Une pratique chrétienne de la rencontre avec l'islam et les musulmans, Paris, Parole et Silence, 2022, 140 p. (ISBN 2889593959)